# González Byass
González Byass es una empresa española con sede en Jerez de la Frontera dedicada a la producción de vinos y otras bebidas alcohólicas. Una de sus marcas más conocidas es Tío Pepe, cuyo logotipo, formado por una botella de vino fino con sombrero y chaquetilla de color rojo, es una de las figuras más exitosas del mundo publicitario español.
En 2010 la bodega celebró su 175 aniversario y recibió el galardón a la Mejor Bodega del Mundo en el Internacional Wine & Spirit Competition.

## Historia

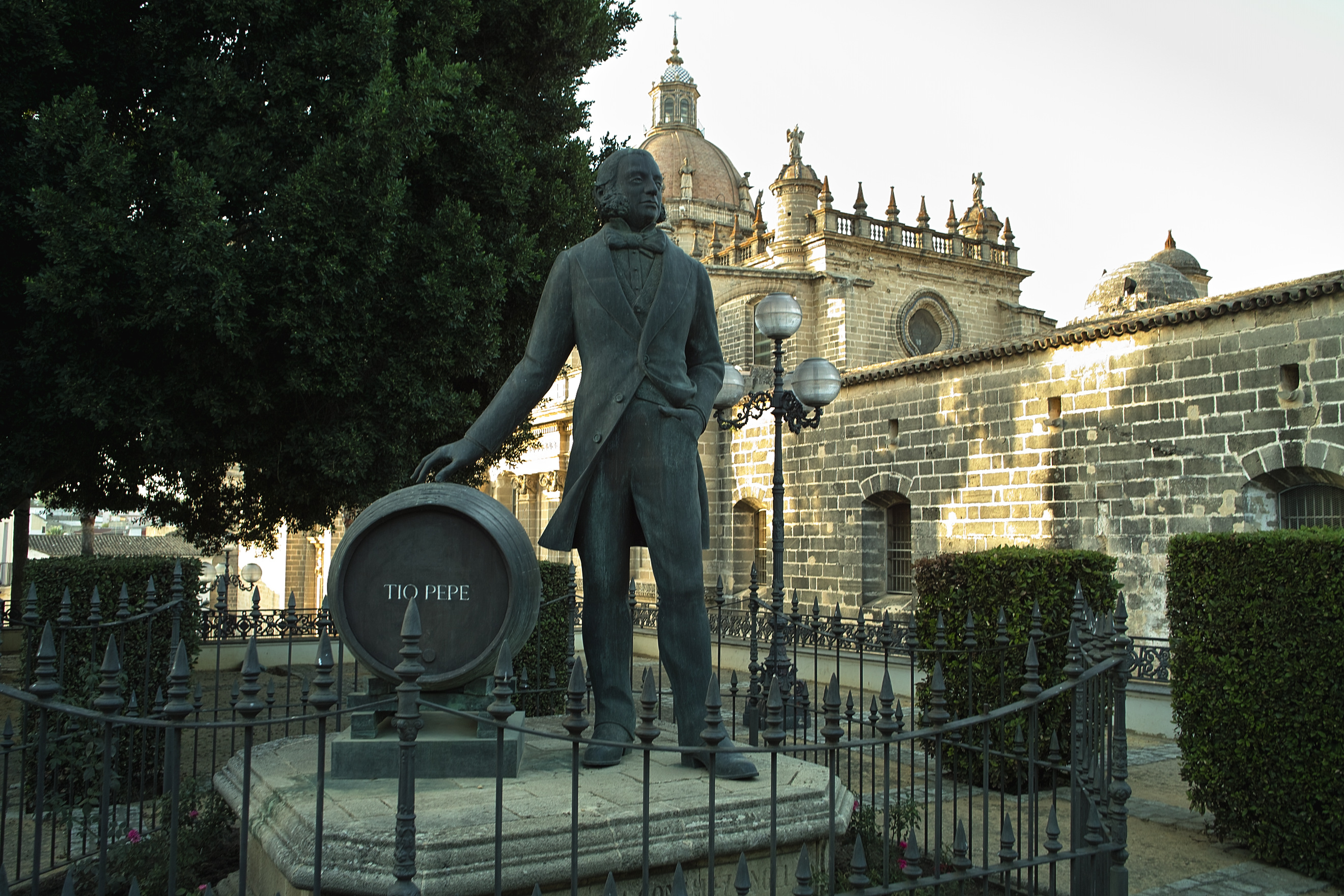
Monumento a Manuel María González Ángel, fundador de González Byass, en Jerez de la Frontera

El inicio de esta empresa se debe a la iniciativa de un joven emprendedor que se aventura en el próspero negocio de los vinos de Jerez. Manuel María González Ángel se rehízo de un fracaso empresarial con la ayuda de Francisco Gutiérrez de Agüera y de Juan Bautista Dubosc López de Haro envía a Inglaterra diez botas de vino e inicia así la historia de esta empresa. En dos o tres años Manuel María González Ángel ya se encuentra totalmente volcado en el negocio de los vinos. En el mes de febrero de 1838 se firma en Cádiz la escritura de sociedad de la compañía "González y Dubosc". Esta escritura supone la formalización de la actividad que habían venido desarrollando en los últimos años, siendo cada uno de ellos propietarios de una tercera parte. Los negocios se llevarían entre todos pero Manuel María González y Juan Bautista Dubosc asumirían el uso de la firma y su dedicación en exclusiva, mientras que Francisco Gutiérrez de Agüera podría seguir con sus negocios de forma paralela. 
A finales de 1838 se disponen de dos bodegas, la del Mercado y la de la Alameda, donde se almacenan los vinos y no será hasta 1840 cuando se compra un conjunto de bodegas y casas que será el inicio de lo que se llamará el Núcleo de la Constancia. En 1843 se renueva la compañía pero sin contar con el concurso de Francisco Gutiérrez de Agüera. La relación con Robert Blake Byass, reputado comerciante de vinos inglés, viene de finales de 1836 y se va reafirmando poco a poco hasta llegar a 1855 año en que se constituye “González, Dubosc y Compañía” cuando lo nombran agente en exclusiva para Inglaterra. Manuel María González Ángel quedaría al cuidado de los vinos y la empresa en Jerez y Juan Bautista Dubosc se encarga de abrir nuevos mercados en Irlanda, Escocia y, también, en el continente. Además, se incluye una cláusula que establece la forma de integrar a los hijos de los socios en la compañía. En este momento la empresa es una de las grandes exportadoras convirtiéndose en 1856 en la empresa líder en exportación, manteniendo esa posición durante más de 20 años.

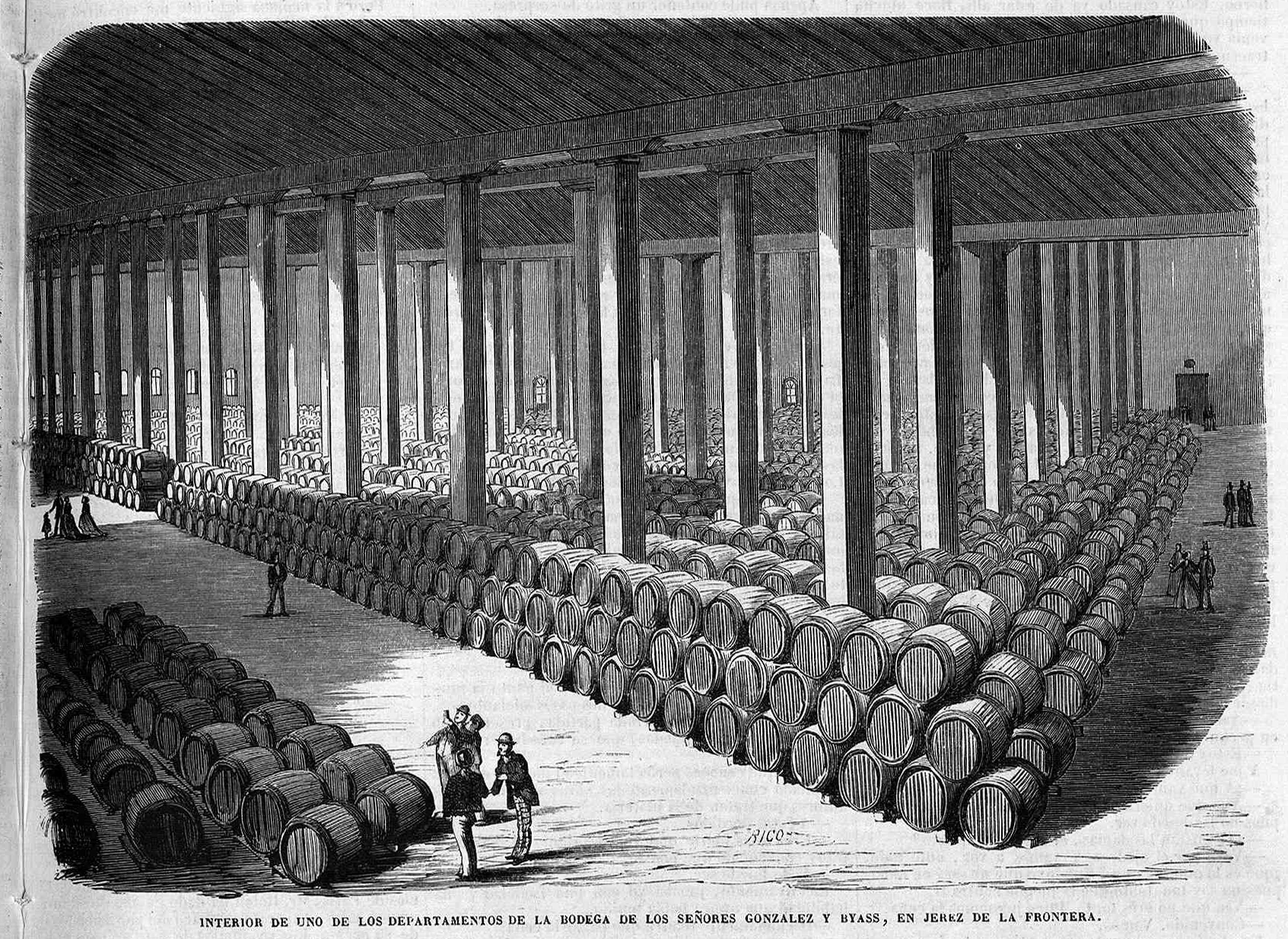
«Interior de uno de los departamentos de la bodega de los señores González y Byass, en Jerez de la Frontera» (El Museo Universal, 1865)

En 1863, muerto Juan Bautista Dubosc, la empresa se renueva y nace “González y Byass” y se continúa con la intención de que la sociedad siga después en manos de sus hijos. Pero la introducción de los hijos como socios no se va a producir hasta 1870 cuando la compañía vuelve a cambiar el nombre a “González, Byass y Compañía” incluyendo a Manuel Críspulo y Pedro Nolasco González de Soto, por parte de Manuel María González Ángel, y a Robert Nicholl y Arthur Byass, por parte de Robert Blake Byass.
A principios del siglo XX tenía una importante presencia en el Caribe
Fue una de las primeras empresas en España en tener médico de empresa, una escuela para los hijos de sus empleados y otros servicios.
Entre sus representantes más destacados está Manuel María González Gordon, conocido como el "Papa del Sherry". Fue galardonado a lo largo de su vida con la Gran Cruz de la Beneficencia, la Orden del Imperio Británico, Hijo Predilecto de Jerez y guardia mayor del Parque de Doñana entre otros.
Aunque en los años 1980 los herederos de Byass abandonaron la empresa, diversos herederos de González siguen ocupando puestos directivos.
En 1992, por su 150 aniversario, sufragó el monumento al arrumbador en la Avenida Europa de Jerez, como reconocimiento al gremio.
En el año 2001 González Byass adquirió la bodega Croft a la multinacional Diageo. La bodega Croft se encuentra en la localidad portuguesa de Vila Nova de Gaia, en frente de Oporto. La bodega portuguesa de Taylor Fonseca se haría cargo de las instalaciones lusas de Croft.
En 2014 la multinacional filipina Emperador compró el 50% de la filial Bodega Las Copas S.L. y llegó a un acuerdo con González Byass para producir juntos brandy en España.
En 2016 recibió el Premio Innovación Agroalimentaria.
En 2017 fue elegida Mejor Bodega de Europa en el Top 100 Sociedades Vitivinícolas del Mundo 2017 elaborado por la World Association of Writers and Journalists of Wines and Spirits (WAWWJ)
En 2019 recibió el Premio Ciudad de Jerez
En 2022 recibió el Premio Andalucía del Turismo, a la Trayectoria Empresarial Turística.

## Mercado del jerez o sherry

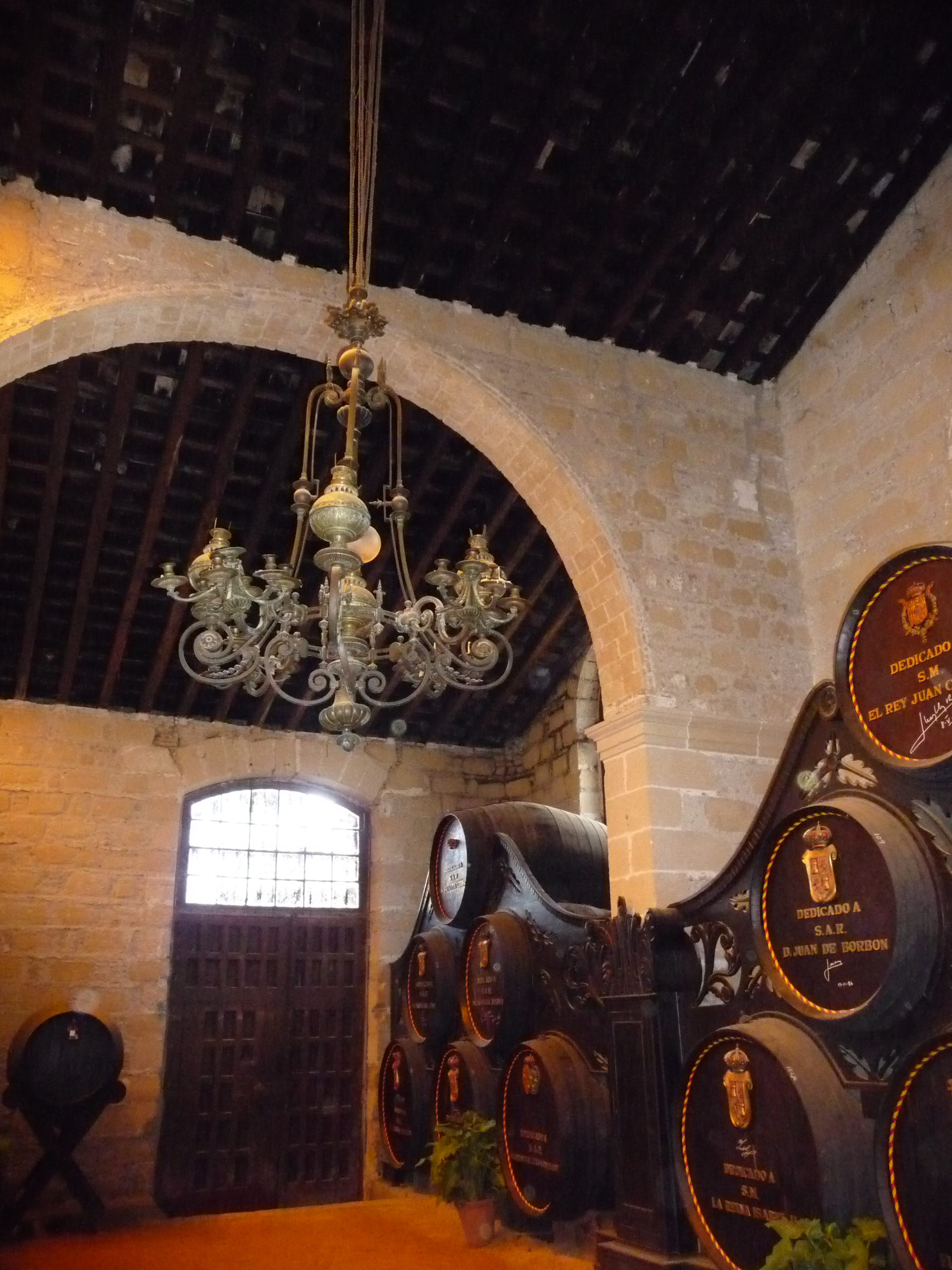
Sacristía de la bodega, que es donde se guardan los vinos más preciados o los consumidos por la propia familia propietaria.

Es la principal empresa bodeguera del Marco de Jerez. La solera de Tío Pepe fue establecida en 1844 y no ha sido interrumpida en todo ese tiempo. Debe su nombre a un tío del fundador, en cuyo honor elaboró una variedad de vino fino seco que dio fama mundial a la bodega. Es proveedor de la Casa Real.
Recientemente se han puesto a disposición del público diversas variantes del Tío Pepe, como "Tío Pepe Kosher" (para la comunidad judía), "Tío Pepe en rama" o "Tío Pepe palma".
El diseñador de la etiqueta y la botella del Tío Pepe con su guitarra, chaquetilla y sombrero andaluz, así como de su famoso eslogan, "Sol de Andalucía embotellado", fue un equipo encabezado por Luis Pérez Solero jefe de propaganda de la bodega por aquel entonces. Destaca su luminoso en la Puerta del Sol desde 1920.
Igualmente, colabora regularmente con universidades españolas y con el Consejo Superior de Investigaciones Científicas (CSIC) en temas de innovación.

## Bodegas
A continuación se hace una relación de las bodegas españolas del grupo incluidas en sus rutas de enoturismo y las marcas de vinos que producen y/o comercializan.

### Jerez y Arcos de la Frontera (Cádiz)
Tío Pepe

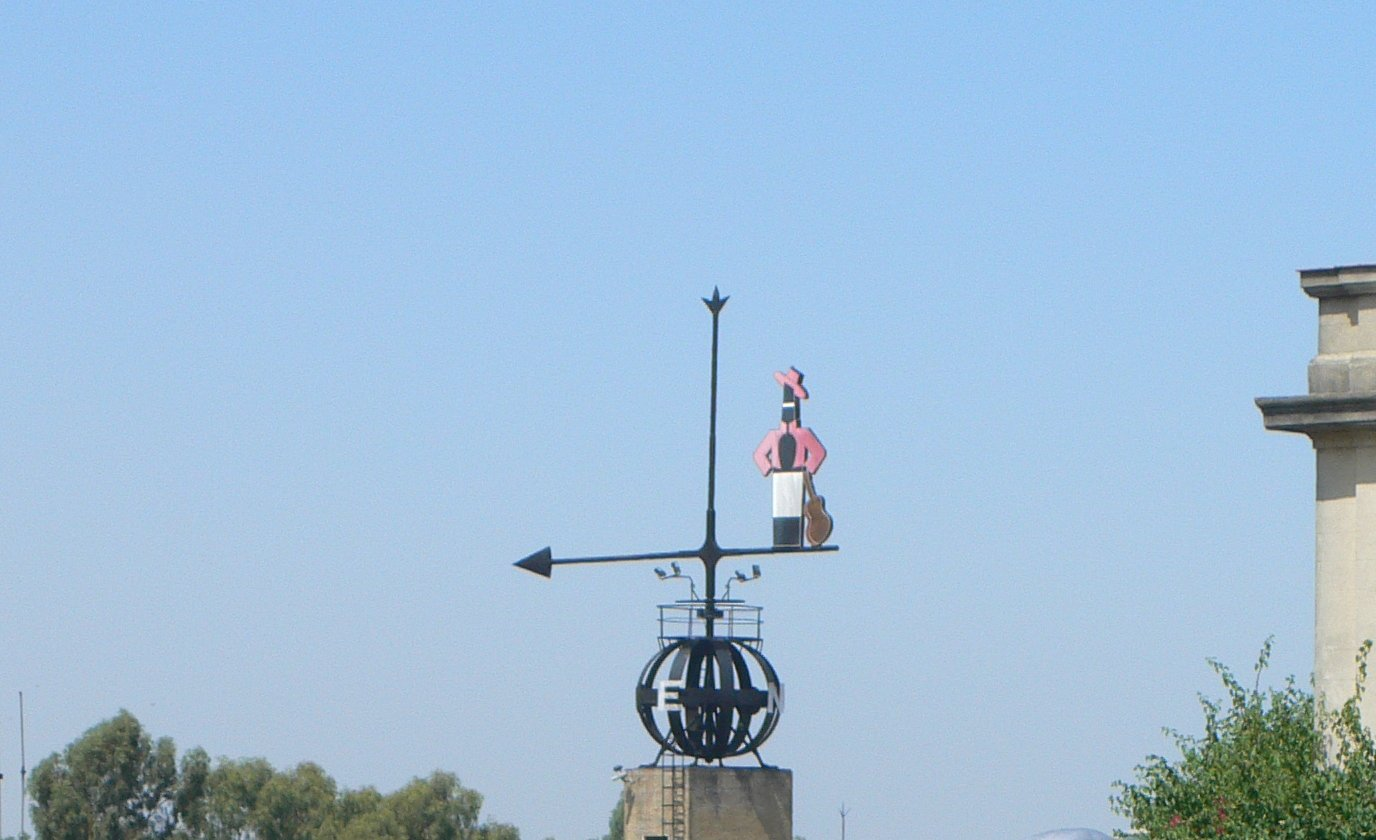
Veleta en Jerez, récord Guiness a la veleta más grande del mundo que funciona.

Por un lado destaca la bodega Tío Pepe, en Jerez de la Frontera. Es un edificio de dos plantas compuesto por cuatro módulos cubiertos por bóvedas de hormigón diseñado por Eduardo Torroja Miret en 1960 y cuya ejecución realizó su hijo, José Antonio Torroja  Cavanillas y Fernando de la Cuadra Irízar entre los años 1961 y 1964. El complejo bodeguero tiene tal tamaño que incluye en su interior calles que anteriormente eran públicas
- Tío Pepe. Vino Fino
- Tío Pepe. En Rama
- Viña AB. Amontillado
- Alfonso. Oloroso
- Cristina. Medium
- Fino Cuatro Palmas
- Fino Tres Palmas
- Fino Dos Palmas
- Fino Una Palma
- Croft Particular
- Croft Original
- Solera 1847
- Néctar: Pedro Ximénez

Finca Moncloa
- Finca Moncloa
- Finca Moncloa 9 Barricas
- Tintilla de Rota[23]

### Resto de España
| Viñas del Vero (Aragón) - Viñas del Vero. Gegüztraminer. Colección - Viñas del Vero. Merlot. Colección - Viñas del Vero. Chardonnay. Colección - Viñas del Vero. Riesling. Colección - Viñas del Vero. Syrah. Colección - Viñas del Vero. Melot Cabenet Tinto. - Viñas del Vero. Macabeo Chardonney Blanco - Viñas del Vero. Crianza - Viñas del Vero. Clarión - Viñas del Vero. Gran Vos - Secastilla - Blecua - La Miranda de Secastilla - Series Limitadas Pinot Noir - Series Limitadas Sirah - Series Limitadas Merlot - Viñas del Vero. Tempranillo Cabernet Rosado - Viñas del Vero. Cabernet Sauvignon. Colección | Beronia (La Rioja) - Beronia Reserva - Beronia Gran Reserva - Beronia Selección de 198 Barricas - III a. C. - Beronia Reserva Mazuelo - Beronia Crianza - Beronia Tempranillo. Elaboración Especial - Beronia Graciano - Beronia Viura. Fermentada en Barrica - Rosado Beronia - Beronia Blanco Viura - Beronia Viñas Viejas |

| Vilarnau (Cataluña) - cava Vilarnau Demisec - cava Vilarnau Brut Reserva - cava Vilarnau Brut Nature Reserva - cava Vilarnau Rosado Reserva - cava Vilarnau Gran Reserva Vintage - cava Albert de Vilarnau F. Barrica - cava Albert de Vilarnau Chardonnay - cava Capricis de Vilarnau Brut Nature - vino Capricis de Vilarnau Xarel·lo castanyer - vino Vilarnau Capricis Xarel·lo - vino Vilarnau Cabernet Sauvignon - vino Vilarnau Pinot Noir | Finca Constancia (Castilla-La Mancha) - Fragantia N.º 9 - Fragantia N.º 6 - Altos de la Finca - Finca Constancia - Finca Constancia. Parcela 52 - Finca Constancia. Parcela 12 - Finca Constancia. Parcela 23 - Altozano Tempranillo Syrah - Altozano Tempranillo Cabernet Sauvignon - Altozano Tempranillo - Altozano Rosado - Altozano Blanco |

### Visitas

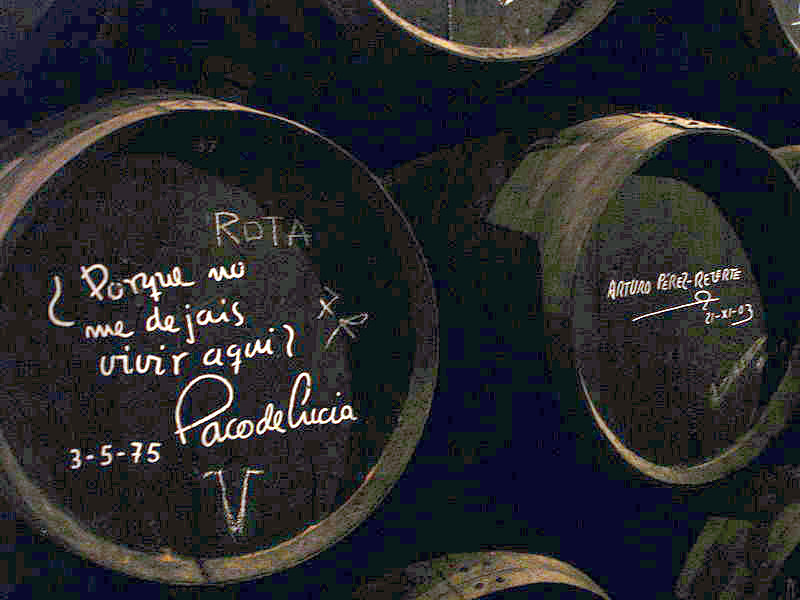
Firmas de Paco de Lucía y Arturo Pérez-Reverte.

Las instalaciones bodegueras de la empresa están abiertas para visita todos los días del año. Las bodegas suelen ser una gran atracción turística en las zonas donde hay una gran tradición viticultora. Por ello, las bodegas de Jerez (cuna del conocido vino de Jerez o sherry) son una de las principales atracciones turísticas de la ciudad (con más de 240.000 visitas al año).
En sus instalaciones de Jerez cuenta con una calle interior (calle Ciegos), considerada una de las más bonitas de España por el suplemento 'Viajes' del periódico El Mundo.
Las instalaciones jerezanas de Tío Pepe cuentan con multitud de barriles firmados por celebridades: artistas, deportistas, miembros de la realeza, etc. Una curiosidad de las bodegas mostrada a los turistas son los ratones que beben vino dulce.
En 2018 se inaugura la sala "El Botellero" con vinos del siglo XIX y otros destacados.

### Fondo documental
La bodega cuenta con un importante fondo archivo documental de 175 años de historia, que incluye parte empresarial y parte familiar

## Bodega Las Copas S.L.

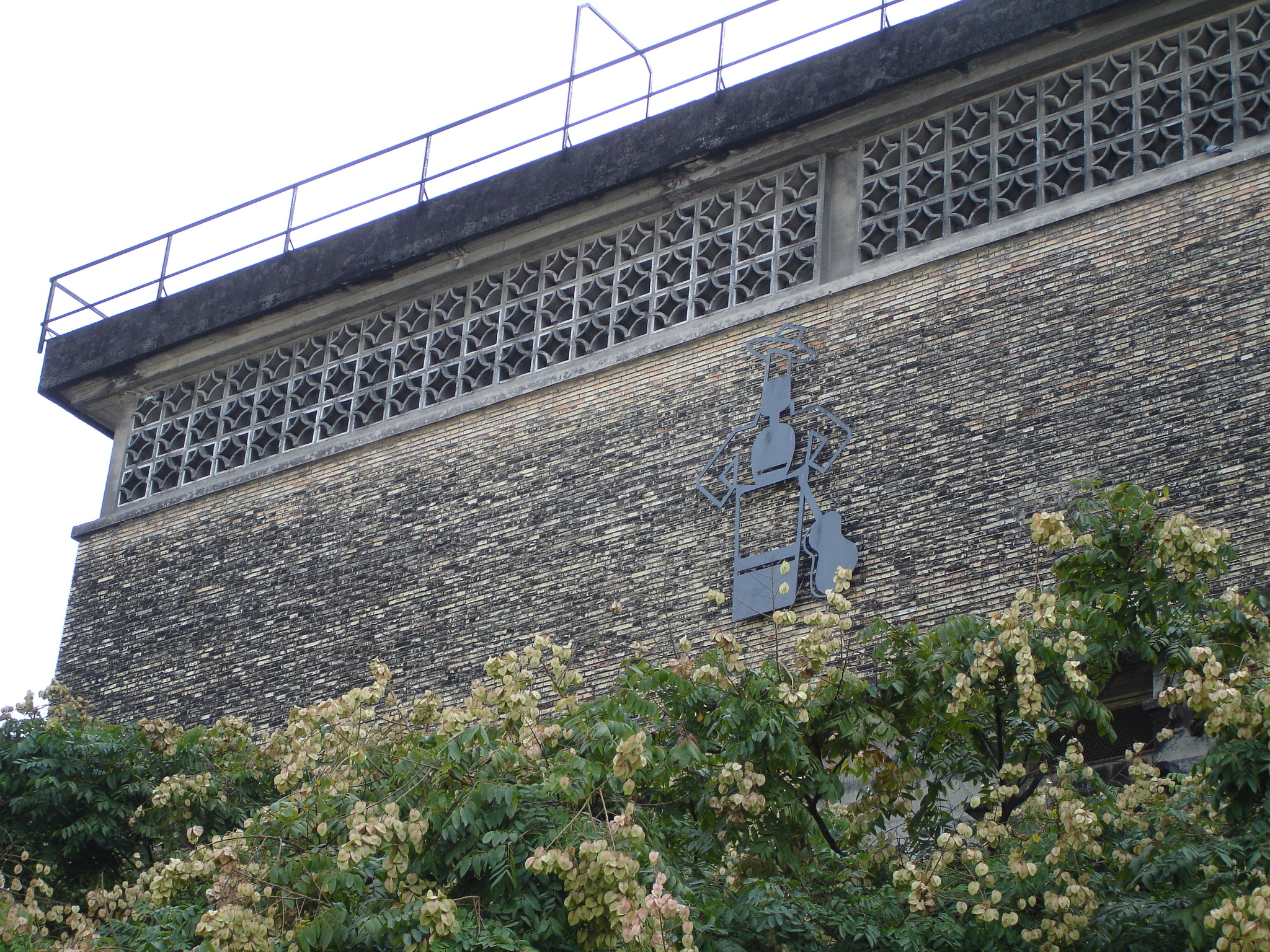
Bodega de tres plantas.

Apartada de la bodega de Tío Pepe jerezana se encuentra la Bodega Las Copas. fue proyectado por el ingeniero José Antonio Torroja Cavanillas y por el arquitecto Humberto Patiño Sánchez en el año 1969 y se terminó en 1974.

Fue el primer complejo bodeguero que unificó la molturación y crianza de vinos, donde la dualidad funcional se observa en la descomposición en dos elementos principales, la Planta de Vinificación, centro receptor de uva y productor de mosto, donde se sitúan las prensas, que actúa como frente y fachada del complejo, y la Bodega, espacio introvertido carente de fachada como tal. Entre ambos la diferencia de cota facilita el traslado por gravedad del mosto. El primero reinterpreta las grandes marquesinas de Le Corbusier en Chandigarh, creando un amplio dosel de hormigón visto para albergar las unidades productoras de mosto. La masiva volumetría de la estructura configura un poderoso frente hacia la N IV que actúa como referente de la potencia empresarial de la marca. A la vez los amplios intersticios acristalados lo convierten en escaparate de los modernos procesos de producción. La nave de crianza resuelta mediante una solución modular de paraguas hexagonales inspirada en el Pabellón Español de Bruselas, consigue un atractivo resultado espacial y formal con amplio espacio de crecimiento ilimitado, que se ilumina y ventila a través de la diferencia de altura de los paraguas
Boletín Oficial de la Junta de Andalucía. 22 de septiembre de 2009

En 1999 las instalaciones de Las Copas fueron ampliadas para poder albergar 20 000 toneles para su envinado. Estos serían enviados luego a Escocia en virtud de un acuerdo con la cooperativa Clyde, que los usaría para fabricar whisky.
La bodega fue incluida, en septiembre de 2009, en el Inventario de Bienes Reconocidos del Patrimonio Histórico Andaluz, por Resolución de la Dirección General de Bienes Culturales de la Junta de Andalucía.
Hoy Bodega Las Copas S.L. es el nombre de una empresa filial de González Byass que integra todos los procesos de elaboración de brandy y otras bebidas espirituosas. Para ello cuenta con viñedos especializados en Toledo, una destilería en la localidad de Tomelloso (Ciudad Real) y con sus instalaciones de producción de la Bodega Las Copas en Jerez.

## Licores, bebidas espirituosas y otros productos
La empresa comercializa también brandy jerezano con las marcas Lepanto (único Brandy de Jerez destilado de uva palomino), Insuperable y Soberano (primer brady embotellado con refresco), el vodka inglés Druide, la ginebra londinense The London N.º 1 Original Blue Gin, el whisky jerezano Nomad, el madrileño chinchón (dulce y seco) y el ron nicaragüense de la marca Flor de Caña.
También cuenta con una marca de licores de frutas, la Granplaisir, con y sin alcohol.
Aunque González Byass es más conocida por sus vinos, también produce vinagre de Jerez, que es un producto con Denominación de Origen Protegida. Paralelamente, produce aceite de oliva virgen extra bajo la marca Hacienda de Bracamonte.

## Localización de los Tíos Pepe

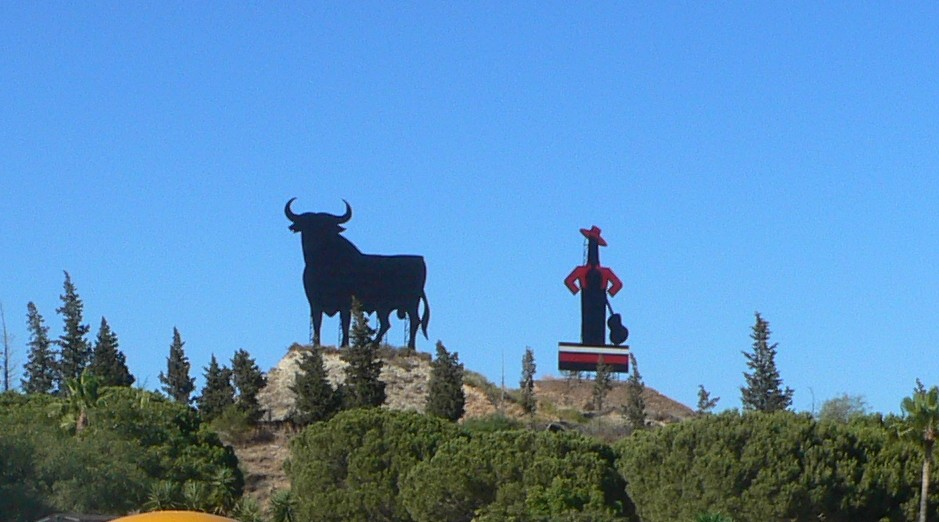
El toro de Osborne y Tío Pepe en la Sierra de San Cristóbal

- Córdoba
- Montoro
- Fuentes de Andalucía
- Jerez de la Frontera
- El Puerto de Santa María
- Vejer de la Frontera
- Tarifa
- Almuradiel
- La Guardia